# Ninia celata
Ninia celata — вид змій родини полозових (Colubridae). Мешкає в Центральній Америці.

## Поширення і екологія
Ninia celata мешкають в горах Коста-Рики і північно-західної Панами. Вони живуть у вологих тропічних лісах, серед лісової підстилки.

## Збереження
МСОП класифікує стан збереження цього виду як близький до загрозливого. Ninia celata загрожує знищення природного середовища.